# さいたま市駒場スタジアム
さいたま市駒場スタジアム（さいたましこまばスタジアム）は、埼玉県さいたま市浦和区の駒場運動公園内にある陸上競技場。球技場としても使用される。施設はさいたま市が所有し、さいたま市公園緑地協会が指定管理者として運営管理を行っている。なお「駒場運動公園競技場及びさいたま市駒場運動公園補助競技場」とも称される。
なお、日本プロサッカーリーグ（Jリーグ）に加盟する浦和レッズ（以下「レッズ」）の運営会社である浦和レッドダイヤモンズ株式会社が命名権を取得しており、2012年5月から「浦和駒場スタジアム」の呼称を用いている（詳細は後述）。

## 施設概要

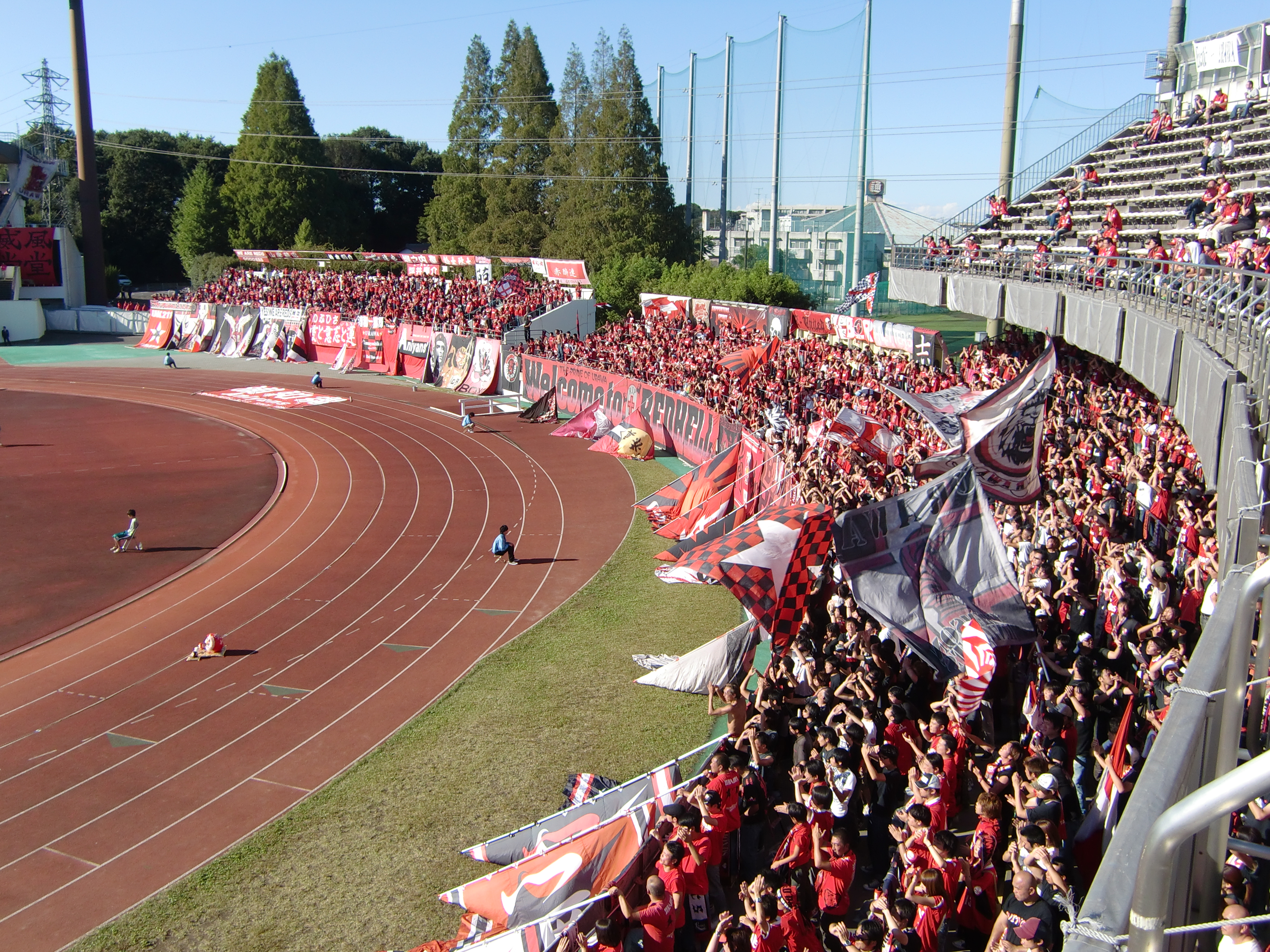
浦和レッズ側応援席。

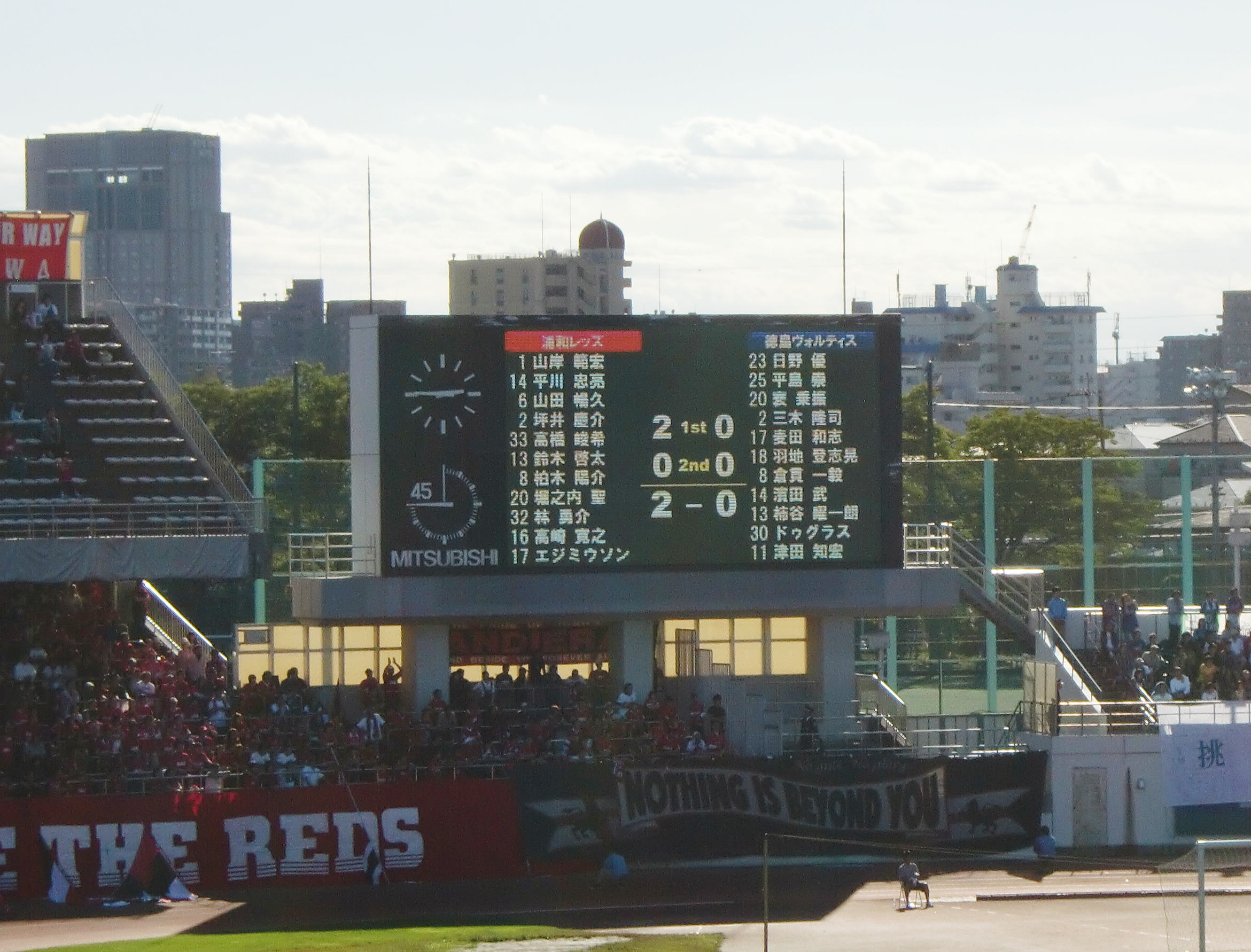
三菱電機製大型映像装置「オーロラビジョン」

- 陸上トラックは2002年まで日本陸上競技連盟第2種公認だったが、その後は公認を取り消され、非公認の状態になっていた。2010年からの改修工事により第3種公認となったが、2022年に第4種Lに降格となった。
- 収容人員：21,500人（メインスタンドに屋根を架設、バックスタンドは2層式）

座席の配置については レッズ公式サイトの座席配置図 参照。
- ナイター照明設備：4基
- 電光掲示板（映像取り込み可、アウェー側のゴール裏）
- トラック：400m×8レーン
- 天然芝ピッチ
- 補助グラウンド（球技のみ対応）

## 主な開催試合
- Jリーグ・浦和レッズホームスタジアム（1993年 - 2010年〈1993年のナビスコカップ、1994年のNicosシリーズから1995年のサントリーシリーズを除く〉。当初はメインとして年10試合以上開催していた。その後は試合数を段階的に減らし、最終的には年1 - 2試合開催。2011年以後は本拠地登録されるも[注釈 1]、開催はしばらくなかったが、2021年シーズンのJ1第24節浦和レッズvsサガン鳥栖戦及び第26節浦和レッズvsサンフレッチェ広島戦で使用された）
- 同・大宮アルディージャ準本拠地（2006年 - 2007年10月までは暫定メイン、現在は使用せず）
- 天皇杯 JFA 全日本サッカー選手権大会（浦和レッズが出場する試合）
- 全国高等学校サッカー選手権大会埼玉大会、同全国大会（通常は1回戦から準々決勝まで）
- WEリーグ・三菱重工浦和レッズレディース主催試合（埼玉県内の複数の競技場と併用）
- 2012 FIFA U-20女子ワールドカップ日本大会（予選リーグ・決勝トーナメントの一部）
- AFCチャンピオンズリーグ2022 決勝トーナメント（ラウンド16、2試合）
- さいたま市陸上競技選手権大会
- スプリングフェスティバル in 駒場
- 市民大会レベルの陸上競技・サッカー・ラグビー大会

## アクセス
- 東日本旅客鉄道（JR東日本）浦和駅東口・北浦和駅東口から、徒歩15分程度。
- 路線バス：国際興業バス
  - （浦51）浦和駅東口 - 北浦和駅東口にて「駒場運動公園入口」、または「宇宙科学館入口」下車。
  - （浦08）浦和駅東口 - 南台、（美01）浦和駅東口 - 浦和美園駅にて「駒場運動公園入口」下車。
- Jリーグ開催時: 浦和駅東口より、直通シャトルバス運行。（復路は浦和駅西口着）

ちなみに、当スタジアムのそばを国道463号越谷浦和バイパスが通っているが、この道路は埼玉スタジアム2002での開催時の浦和駅発着シャトルバスのルートでもあるため、来場者は当スタジアムを望みながら埼玉スタジアム2002へ行き来する。
埼玉スタジアムでの浦和レッズの試合後、北浦和駅行のシャトルバスが停車する。
浦和レッズのレディースチームが駒場スタジアムで、トップ（男子）チームが埼玉スタジアムで同日にホームゲームを開催した場合、駒場スタジアムから埼玉スタジアムへの無料送迎バスを運行して、両試合の「はしご観戦客」に便宜を図ることもあった。

## 歴史
- 1967年 - 第22回埼玉国体（清新国体）のサッカー会場として、浦和市に「浦和市駒場サッカー場」（5,000人収容）がオープン。
- 1982年 - 陸上トラックを増設し、「浦和市駒場競技場」（8,000人収容）となる。
- 1993年 - Jリーグ規格に合わせるためナイター設備とバックスタンドの一部座席化を施し、10,000人収容となる。4月24日にこけら落としとなる浦和国際親善サッカーが開催された（浦和vsマンチェスター・シティ）。5月18日には、初のJリーグ公式戦が開催された（第1ステージ第2節、浦和vs名古屋グランパスエイト）。
- 1994年 - Jリーグから規定収容人員下限の15,000人に満たないことで勧告を受けたため、浦和市が再改装を決定した。メインスタンド・バックスタンドを増築し、21,500人収容のスタジアムとするため、約1年間の閉鎖となった。浦和はこの間、埼玉県営大宮公園サッカー場を暫定本拠地とする。
- 1995年 - 改装工事が完了し、浦和の主催試合が再開された（第2ステージ第2節、浦和vs清水エスパルス）。また、名称が「浦和市駒場スタジアム」に変更される。9月9日、当スタジアムで史上最多の観客数となる2万2150人を記録（ニコスステージ第8節、浦和vsジュビロ磐田）。
- 1997年 - 5月17日の浦和と横浜フリューゲルス戦（1stステージ第9節）が落雷のため一時中断となり、その後豪雨によりグラウンドが冠水し前半終了時点で打ち切られ、Jリーグのリーグ戦での初の試合中止となる（7月2日に当スタジアムで再試合、浦和vs横浜F）。8月28日、1998 FIFAワールドカップフランス大会アジア地区最終予選に臨むサッカー日本代表の壮行強化試合として、日本代表とJリーグ外国籍選手選抜が対戦するJOMO CUP Jリーグドリームマッチが開催された（日本代表vsJリーグ外国籍選手選抜）。
- 2001年 - さいたま市の発足に伴い、名称を「さいたま市駒場スタジアム」に変更。10月13日、埼玉スタジアム2002が完成し利用開始。浦和は、従来通り当スタジアムを本拠地とし、埼玉スタジアムは補助的に使うと発表した。
- 2002年 - 2002 FIFAワールドカップ（日韓大会）開催に伴い、サッカー日本代表試合に関してパブリックビューイングを実施。また、9月21日、大宮アルディージャのホームゲームが1試合開催された（J2第32節 大宮vsアビスパ福岡）。
- 2004年 - 浦和のJ1主催試合開催数で、当スタジアム（6試合）が初めて埼玉スタジアム（9試合、他にJリーグチャンピオンシップも開催）に抜かれる。以後、浦和は当スタジアムを事実上の準本拠地として扱う。9月、彩の国まごころ国体で使用（サッカー少年男子）。
- 2005年 - 大宮がJ1に昇格し、2002年のJ2（1試合）以来、当スタジアムで主催試合を2試合開催。浦和（J1を5試合、ナビスコ杯予選リーグを2試合）と共用。
- 2006年 - さいたま市に移管された大宮公園サッカー場の全面改装に伴い、大宮の暫定本拠地としての利用を受け入れる。大宮は埼玉スタジアムでの試合数を減らし、当スタジアム（J1・10試合、ナビスコ杯予選リーグ3試合）を中心に試合を開催した。
- 2007年 - 大宮公園サッカー場の改装工事完了・再開場に伴い、大宮による当スタジアムの暫定本拠地利用が終了。
- 2010年 - 陸上競技場としての再整備を主目的とした改装を着工（詳細は後述）。
- 2012年 - 改装工事完了。浦和レッズが当スタジアムの命名権を取得。Jリーグクラブが命名権を獲得するのは史上初。通称は「浦和駒場スタジアム」に決定。また、運動公園内に併設されている補助競技場の通称は「レッズハートフルフィールド駒場」となり、いずれの愛称も同年6月1日より使用開始[1]。8月、FIFA U-20女子ワールドカップでも使用された。
- 2013年 - Jリーグ届出の浦和レッズ本拠地登録指定を外れる。
- 2014年 - Jリーグ届出の浦和レッズ本拠地登録指定に復帰[3]。
- 2017年2月12日 - およそ3年半ぶりに開催されるさいたまシティカップの試合会場として使用[4]。

## Jリーグでの使用状況

### 浦和レッズ主催試合
「埼玉スタジアム2002」の完成後も2002年まではW杯日韓大会開催に伴う芝生管理の観点から試合数を制限していたが、2003年以後は収容人数などの理由により浦和はリーグ戦において、もう一つのホームスタジアムとなった埼玉スタジアムを主に使用するようになってきている（事実上、メインから準本拠に降格）。しかし、依然として当スタジアムは浦和のサポーターに「聖地」と称されている（J2降格、J1復帰、初のステージ優勝などチームの節目となる試合は当スタジアムでの試合が多い。また、試合ではないが、2003年にナビスコカップで優勝した際にも、地元に残ったサポーターに対する優勝報告会が当スタジアムで開かれた）。
このため、当スタジアムでのホームゲームのチケットはすぐ完売してしまい、非常に手に入りにくいことで有名であった。2005年からは、Aゴール裏自由席とAビジター席=アウェーゴール裏自由席を除く全ての座席がシーズンチケットによる販売となり、チケットの入手はさらに困難になった。
2007年は、リーグ戦2試合、天皇杯全日本サッカー選手権大会（天皇杯）1試合の計3試合（AFCチャンピオンズリーグ全試合、ナビスコ杯準々決勝・ガンバ大阪戦は全て埼玉スタジアムで開催）と、その数はさらに減った。2010年のJリーグのリーグ戦では1試合も行われず（全て埼玉スタジアムで実施）、2010年のJリーグカップの予選ラウンドの1試合（天皇杯2試合を入れると3試合）だけとなり、さらに上述改修工事によりリーグ戦・リーグカップは2011年以後は1試合も開催されなくなった（ただし、2012年の改修後、天皇杯の浦和主管相当の試合は主に2 - 3回戦で開催されているが、観客数は1万人に満たないことが多い）。
なお、2020年は埼玉スタジアム2002が2020年東京オリンピックのサッカー競技会場に指定されたことに伴い、一度7月5日に北海道コンサドーレ札幌戦でリーグ戦としては2009年以来12年ぶりのレッズ主管試合が予定されていたが、新型コロナウイルスの感染拡大に伴いJリーグ全体の日程が変更されたのと、2020年東京オリンピック自体も2021年に延期され、埼玉スタジアム2002の使用日程に空きが生じたため、駒場スタジアムでの主催開催が消滅した。
2021年は、同様の理由で8月14日にサガン鳥栖戦と8月25日にサンフレッチェ広島戦とリーグ戦2試合が駒場スタジアムで行われることになった。
2023年は埼玉スタジアムの芝生の張替え・養生工事のため、ホーム開幕戦の3月4日のセレッソ大阪、3月18日のアルビレックス新潟とのリーグ戦2試合と、3月26日のルヴァンカップ主管開幕戦・清水エスパルス戦の3試合に使用された。なお座席配置が埼玉スタジアムと異なる地方開催と同じ扱いとなるため、シーズンシートの対象外となった。

### 大宮アルディージャ主催試合
2005年から2007年は大宮アルディージャのホームスタジアムであるさいたま市大宮公園サッカー場がスタンド増築工事を実施するため、アルディージャのホームゲームの一部試合を開催していた（2005年は埼玉スタジアムを事実上の準メインとして行ったため2試合のみだったが、2006年と2007年は暫定ホームとして過半数の試合を行った）。

### 出島

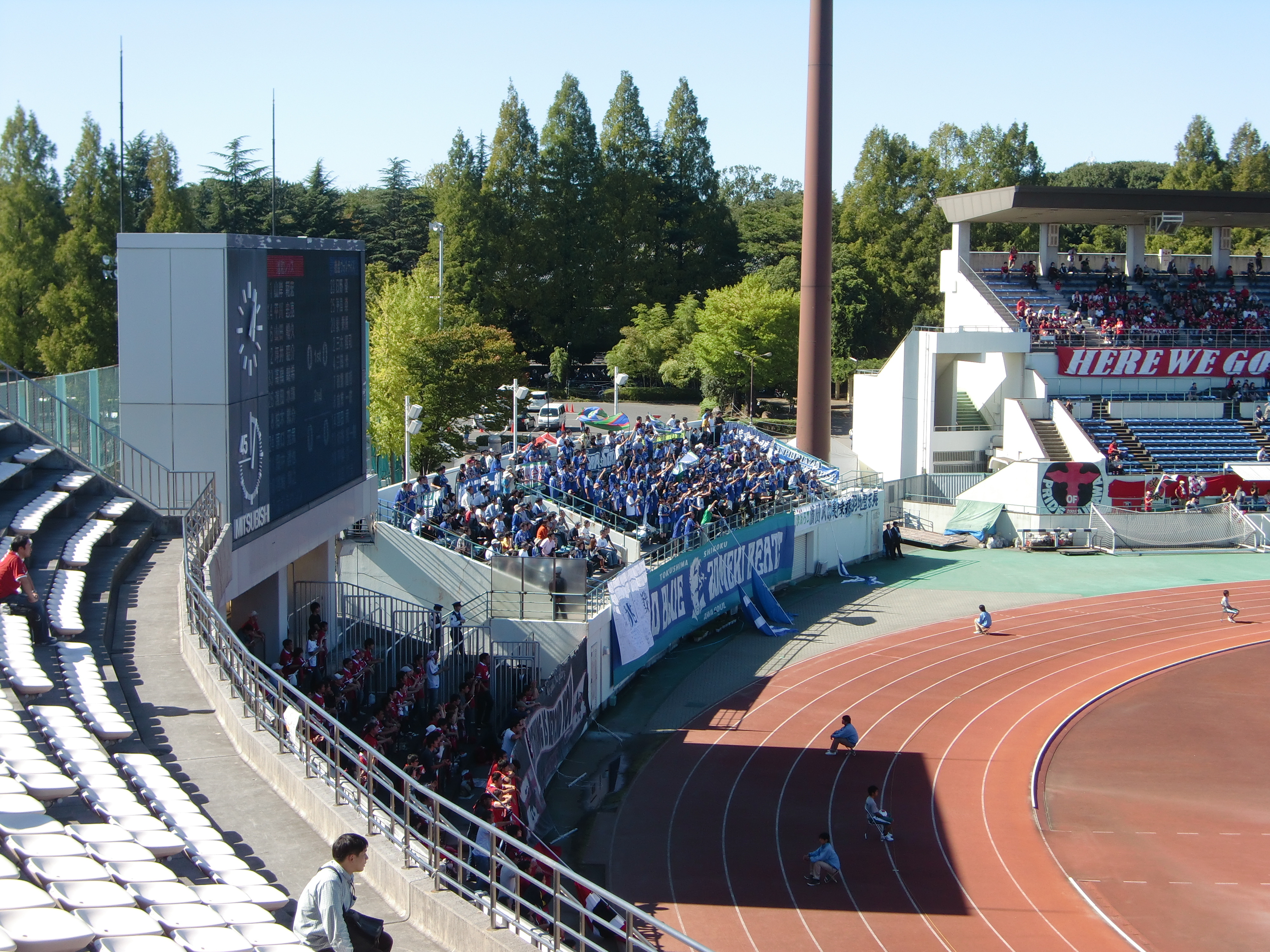
アウェイサポーター応援席。通称「出島」

本スタジアムのアウェイ応援席は、他のホーム応援席と繋がっておらず隔離されたスタンドとなっている。この扱いと扇形の形状から、この応援席は「出島」と通称される。出島はメインスタンドから向かって右側で収容人数は21500人中約400人弱で日本一のアウェイ。
2001年4月14日の浦和対FC東京戦後、浦和サポーターが入場ゲートを塞いでFC東京サポーターを3時間近くに渡り監禁状態にする事件（通称「出島事件」）が発生した。試合中に挑発的な応援を行っていたFC東京側が福田正博のチャントを歌ったことが発端とも、FC東京側が前年まで所属していたトゥットのチャントをエール目的に歌ったことが発端とも されているが、いずれにせよこれらの行為を敗戦した自軍への挑発と受け取った浦和サポーターに取り囲まれたFC東京サポーターは、事態が落ち着くまで「出島」にて足止めされる形で浦和サポーターから隔離され、最終的に別の出口から誘導されて退場した。
これらの経緯から、基本的に駒場での試合は京都サンガやヴィッセル神戸といったガンバ大阪以外の近畿勢かアビスパ福岡・サガン鳥栖・大分トリニータといった九州勢など、アウェイサポーターの来場が少ないことが予想されるチーム、あるいは平日開催のJリーグカップの試合に限られている。ただし、2006年に行われた浦和対福岡の試合では、前売りの段階でアウェイ自由席が完売したため、当日券は発売されなかった。
またスピーカー直下の位置にあるので音が流れると一番近くにいるゴールキーパーにすら声援が届きにくくなる。

## 過去の改修工事

### Jリーグ開幕に際して
1993年のJリーグ開幕に際して、当時の浦和市からは三菱自工浦和サッカー部の参入が決定。それに併せて駒場競技場の大規模改修工事が行われ、芝生席だったバックスタンドの座席化（ゴール裏は改修せず）、ナイター照明4基の設置、得点表示専用の電光掲示板の設置などを行った。収容人員は約1万人だった。
その後Jリーグより、本拠地として開催する場合の収容数が規定の15000人に満たないと指摘され、それを受け浦和市はスタジアムの全面改修を再開することを決定。1994年NICOSシリーズ（年間の第3・4回戦）と1995年サントリーシリーズ（年間の第1・2回戦）については暫定的に大宮公園サッカー場を本拠地とすることにし、メイン・バックスタンドの増築（メインスタンドを屋根付きにする、バックスタンドを二層スタンドにする）ゴール裏の立見席への変更、得点掲示板のオーロラビジョン化を行い、21500人収容のJリーグ開催基準を満たしたスタジアムに生まれ変わることになった。

### 2010年の改装工事
2009年に改修工事の予算がさいたま市によって付けられ、2010年夏から2011年末にかけて実施されることになった。
駒場スタジアムは沼地に建設されたために地盤が弱いとされ、2002年には日本陸上競技連盟からの公認を取り消されている。2008年の計測では陸上トラックの高低差が最大で19.5cmと報じられ、埼玉県陸上競技連盟などからの改修要望が続いていた。この改修工事では地下5 - 10mに存在する固い地盤まで多数の杭を打つ「柱状改良」の手法を取って地盤改良と経費節減を両立させ、他に芝生面やトラックの改修なども実施する。さいたま市は、改修工事完成後は第3種陸上競技場としての公認が受けられて県レベルでの各種陸上競技大会の開催が可能になるとし、アマチュアサッカーなどでの活用も見込まれるとしている。
一方、総額16億円以上と見込まれる改修費用に対し、大規模な集客が見込まれるJリーグの試合開催はほとんど見込めなくなったため、プロサッカー関係者や市議の間からは投資に見合う収益の確保への不安も指摘されていると報じられている。
このため、1992年のJリーグカップを除いて1993年のJリーグ発足以後続けられた駒場でのJリーグ開催はリーグ・カップ戦を含めて初めて1試合も組まれないことになった。これに付随して、2010年まで「浦和レッズ本拠地」としてJリーグ発行のファンズガイドに掲載されていた当競技場の紹介が2011年は削除されたが、2014年発行の「ぴあJリーグ観戦ガイド〈ファンズガイドの後継公認誌〉」では、試合開催こそないがレッズのホームスタジアムとして記載されている。Jリーグへの本拠地登録の届け出も2013年にいったん解除されたが、2014年に再登録されている。その2014年以降もレッズ主管のJ1リーグの試合はリーグ戦・Jリーグカップを通して行われていない。2020年に東京オリンピックで埼玉スタジアムが会場となり、準備の関係で使用できない期間があるため、7月5日の北海道コンサドーレ札幌戦でリーグ戦では11年ぶりに主催試合が行われる 予定であったが、前述の通り、新型コロナウイルスの感染拡大により主催試合は消滅した。

## 命名権
さいたま市は行財政改革推進プランにおいて、売り上げによる施設の維持管理と、市民サービスの向上を目的として、駒場スタジアム及び補助競技場の命名権を売却する方針を固めた。2012年に同市から当時浦和レッズの運営会社であった（株）三菱自動車フットボールクラブ（以下『レッズ運営会社』と記す。）に取得を打診。レッズでは長年ホームスタジアムとして使用した経緯もあり、「サッカーの街・浦和」の発展に貢献することを目的にさいたま市の打診を受け入れ、2012年3月30日に両者の間で命名権売却に係る基本合意が行われた。
これを受け、レッズ運営会社では「『浦和』または『駒場』の文言を必ず用いること」という条件で、2012年4月1日から20日かけて命名権名称を公募。1,748件の応募があり、「浦和」「駒場」「浦和駒場」の名称を用いた案がほぼ同率、「レッズ」「レッドダイヤモンズ」の記載有無もほぼ同数という拮抗した状態となった。
レッズ運営会社ではネーミングライツ選考委員会を設置、命名権名称選考に当たってのコンセプトとして以下の4点を掲げた。
- 「駒場」を浦和でのサッカーにおける「過去」と「現在」、そして「未来」を繋ぐ懸け橋とする
- 「駒場」を「浦和とレッズ」、「市民スポーツとプロスポーツ」が融合する拠点とする
- 浦和レッズの設立20周年や法人名変更といった取り組みと共に、浦和の歴史と伝統を改めて育み、絆を築いていく
- 「サッカーの街・浦和」の発展につなげ、新たな成長に貢献していく

このようなコンセプトを踏まえ、選考委員会では「レッズが駒場に対する姿勢や具体的な取組みを示し実現させることが大切である」とし、また「スタジアムにレッズのエンブレムを掲出することがサッカークラブの命名権取得には重要である」として、これを前提に、通称を「浦和駒場スタジアム」とすることが決まり、さいたま市と正式契約、2012年6月1日から命名権名称を用いている。契約金額は年間5,000,000円（消費税等含む）で、2015年4月1日、2018年4月1日、及び2021年4月1日に各々3年契約を更新している（現在の契約期間は2024年3月31日まで）。
今後は、浦和レッズレディースの主本拠地として使用することを中心に、下部組織でも可能な限り試合や練習に活用する、男子トップチームもJリーグの開催条件により開催許可が下りれば可能な限り毎年数試合程度開催する、地域住民や各種競技団体に幅広く利用できるようにイベントを展開するなどの取組みを進めていくとしている。